# John A. Wilson Building
Il John A. Wilson Building, detto anche Wilson Building o JAWB, è la sede amministrativa del Distretto di Columbia, negli Stati Uniti d'America.
Chiamato in origine District Building, fu ribattezzato nel 1994 in onore dell'ex presidente del consiglio cittadino John A. Wilson. Fu completato nel 1908 in stile Beaux-Arts.